# Гонфарон
Гонфарон (фр. Gonfaron) насеље је и општина у Француској у региону Прованса-Алпи-Азурна обала, у департману Вар која припада префектури Брињол.
По подацима из 2011. године у општини је живело 4215 становника, а густина насељености је износила 104,28 становника/km². Општина се простире на површини од 40,42 km². Налази се на средњој надморској висини од 180 метара (максималној 766 m, а минималној 98 m).

## Демографија
| 1962. | 1968. | 1975. | 1982. | 1990. | 1999. | 2011. |
| ----- | ----- | ----- | ----- | ----- | ----- | ----- |
| 1.752 | 2.133 | 2.308 | 2.277 | 2.566 | 2.805 | 4.215 |

График промене броја становника у току последњих година